# Евсинская
Евсинская — деревня в Вытегорском районе Вологодской области.
Входит в состав Кемского сельского поселения, с точки зрения административно-территориального деления — в Кемский сельсовет.
Расположена на левом берегу реки Кема (река, впадает в озеро Белое). Расстояние до районного центра Вытегры по автодороге — 143 км, до центра муниципального образования посёлка Мирный по прямой — 25 км. Ближайшие населённые пункты — Борисово, Ерчино, Ильина.
По переписи 2002 года население — 1 человек.

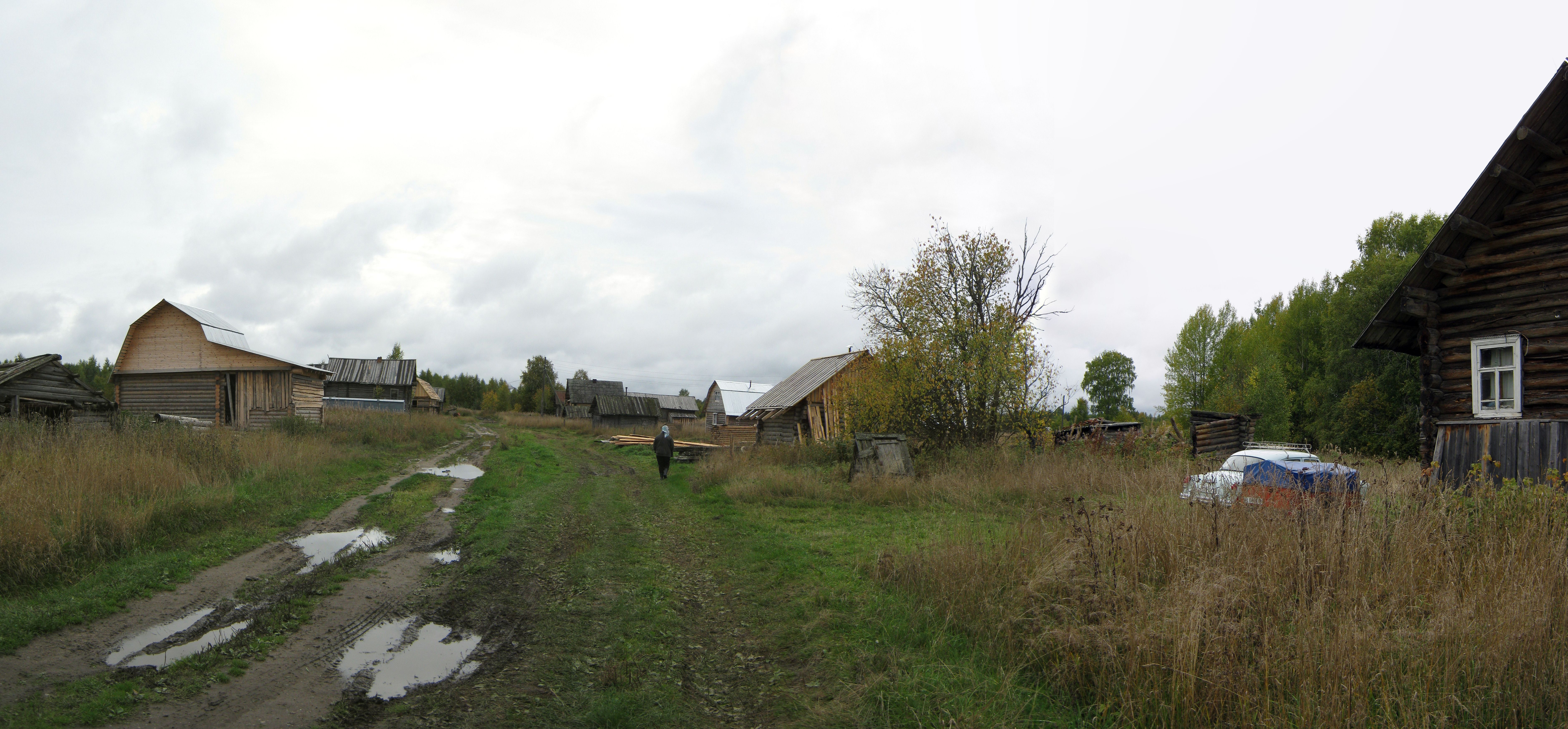
Деревня Евсинская, 2011 год